# Lianne Tan
Lianne Tan (n. 20 nov 1990) és una esportista belga que competeix en bàdminton en la categoria individual. Ella va competir per Bèlgica en els Jocs Olímpics d'Estiu de 2012. Tan va ser seleccionada, juntament amb el seu germà Yuhan, per participar en els Jocs Olímpics d'Estiu de 2012.
Ella va guanyar la medalla de plata als Jocs Europeus de 2015 a Bakú.